# Ippolito Caffi
Ippolito Caffi, né en 1809 à Belluno et mort le 20 juillet 1866 à la Bataille de Lissa, est un peintre italien.

## Biographie
Ippolito Caffi est né en 1809 à Belluno,.
Né de Giacomo et Maria Castellani, il a étudié à Belluno, puis à Padoue avec son cousin peintre Pietro Paoletti, qui a travaillé avec un autre peintre Belluno de goût néoclassique, Giovanni De Min ; enfin à l' Académie de Venise de 1827 à 1831, où il a étudié les paysagistes vénitiens du XVIIIe siècle de cette période date est  Il ponte di Rialto et le Grand Canal vers Ca 'Pesaro.
En 1831 il se rend à Rome, où il est professeur de dessin pendant un certain nombre d'années. En 1841, il décora la salle romaine du café Pedrocchi à Padoue .
En 1843, il part pour Naples et, d'ici, pour l' Est , visite Athènes , la Turquie , la Palestine et l' Égypte ; il revient en Italie en 1844, chargé de croquis et d'œuvres.
En 1848, il quitta Rome pour le Frioul , où il s'engagea dans la guerre contre l' Autriche ; fait prisonnier, il s'enfuit, s'arrêtant à Venise pendant un an.
En 1849, il s'installe à Gênes, en Suisse et en 1850 à Turin.
Il est mort le 20 juillet 1866 à Lissa.

## Œuvre
Rattaché à la tradition vénitienne vedutiste, il la renouvelle en choisissant de nouveaux points de vue et en préférant des éclairages artificiels ou nocturnes.
- Neige et brouillard sur le grand canal, vers 1840, huile sur toile, 16 × 42 cm, Ca' Pesaro, Venise[4]
- Venise, une fête sur la voie Eugenia, 1840, huile sur toile, 27 × 44 cm, Ca' Pesaro, Venise[4]
- Gênes, vers 1850, huile, Galleria d'Arte Moderna, Villa Saluzzo Serra, Gênes[5]

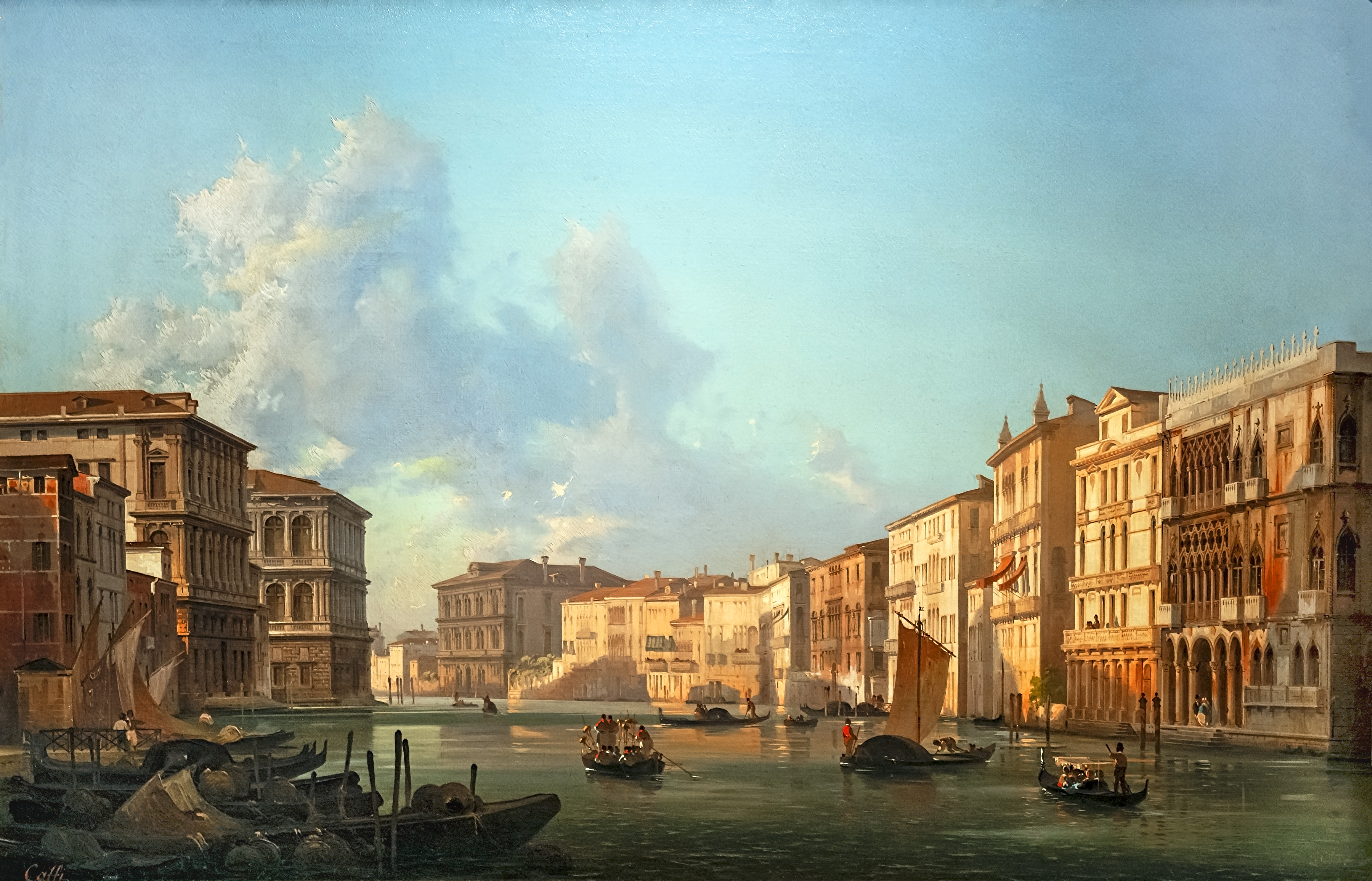
Le Grand Canal vers Ca' Pesaro Ca' Rezzonico, Venise
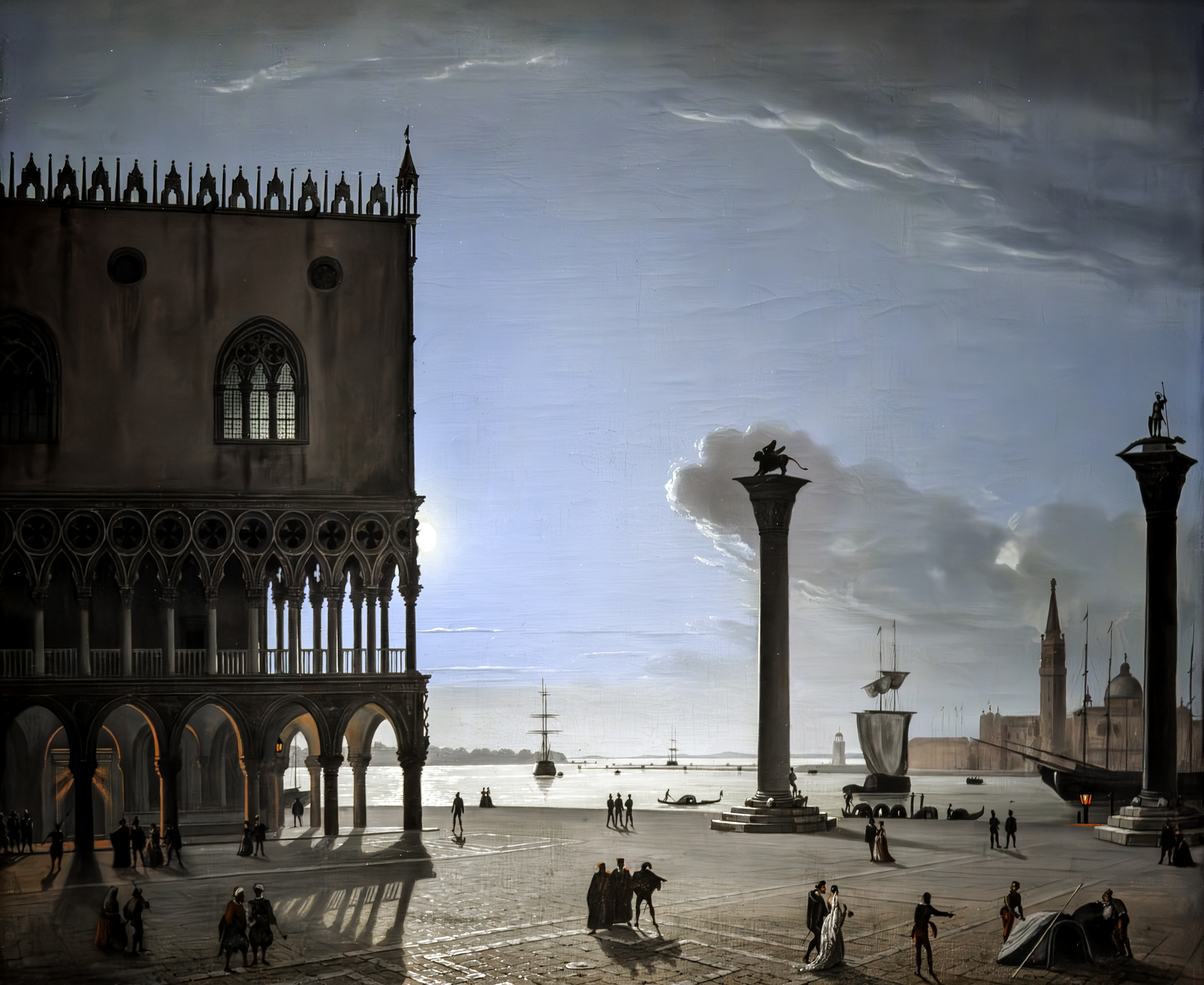
Nuit (Venise) Pinacoteca Querini Stampalia, Venise
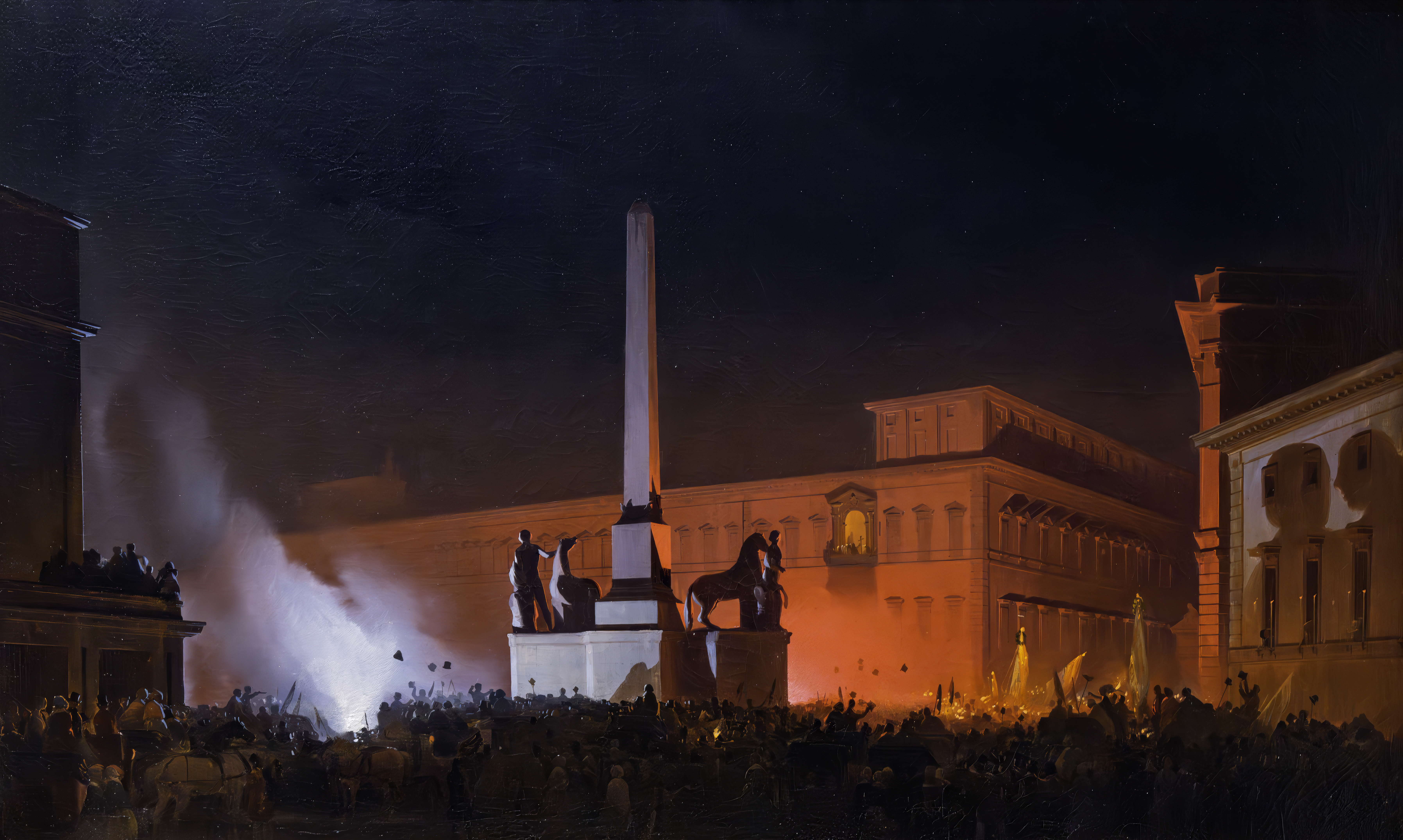
Bénédiction de Pie IX depuis le Quirinal la nuit 1848 Musée Luigi Bailo à Trévise
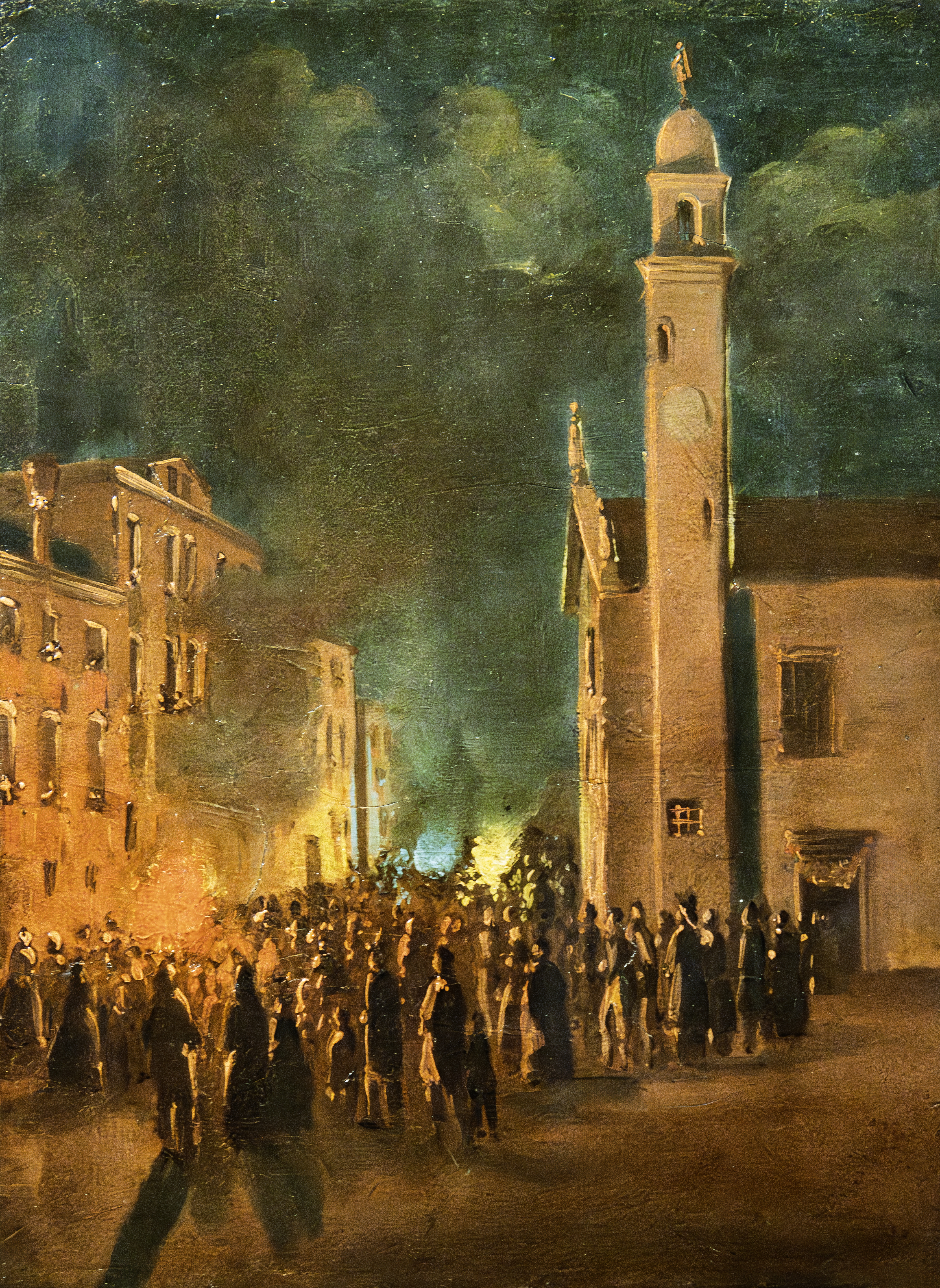
Soirée avec feux d'artifice 1850 Musée Luigi Bailo à Trévise
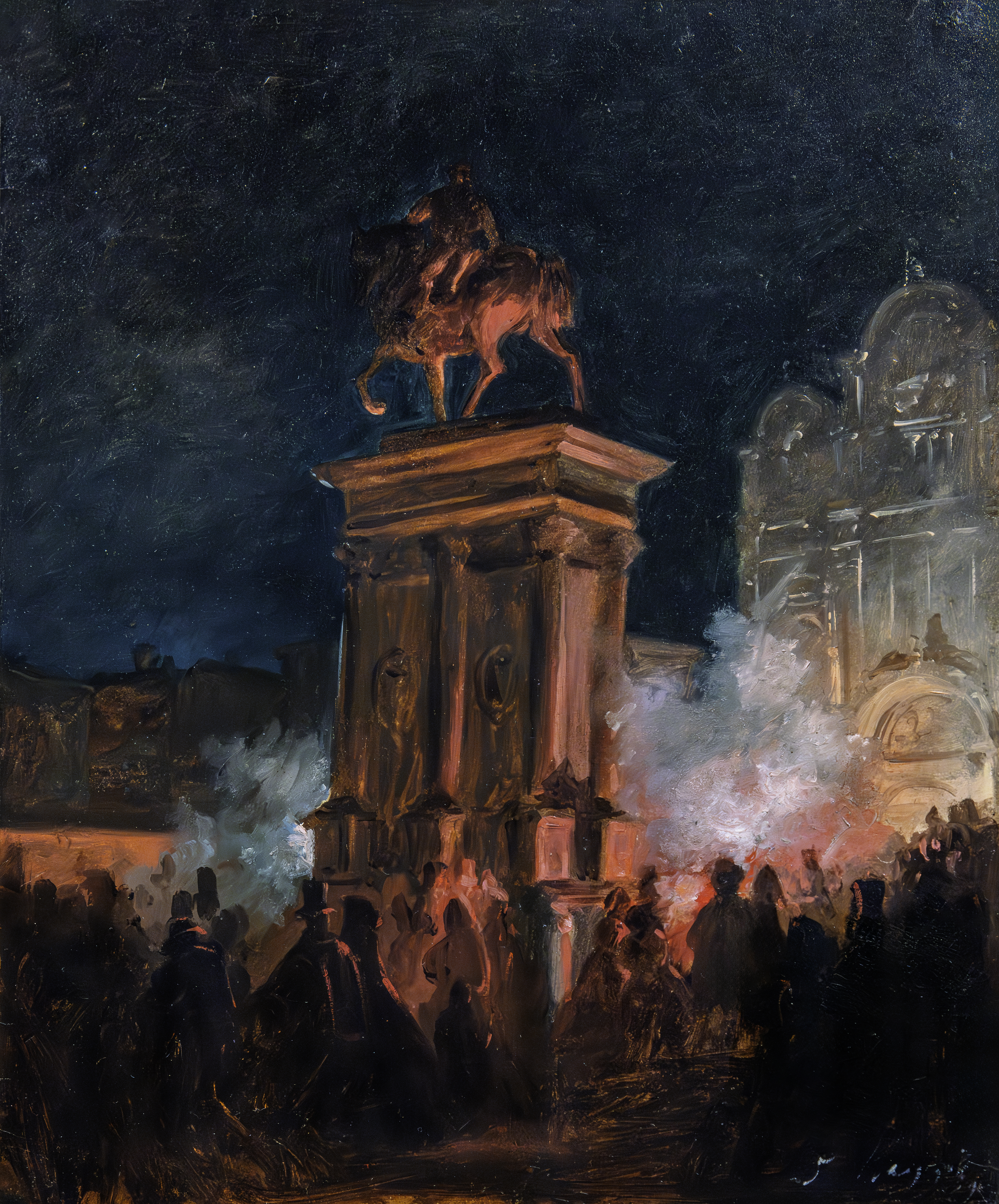
Nocturne à San Giovanni e Paolo à Venise 1850 Musée Luigi Bailo à Trévise
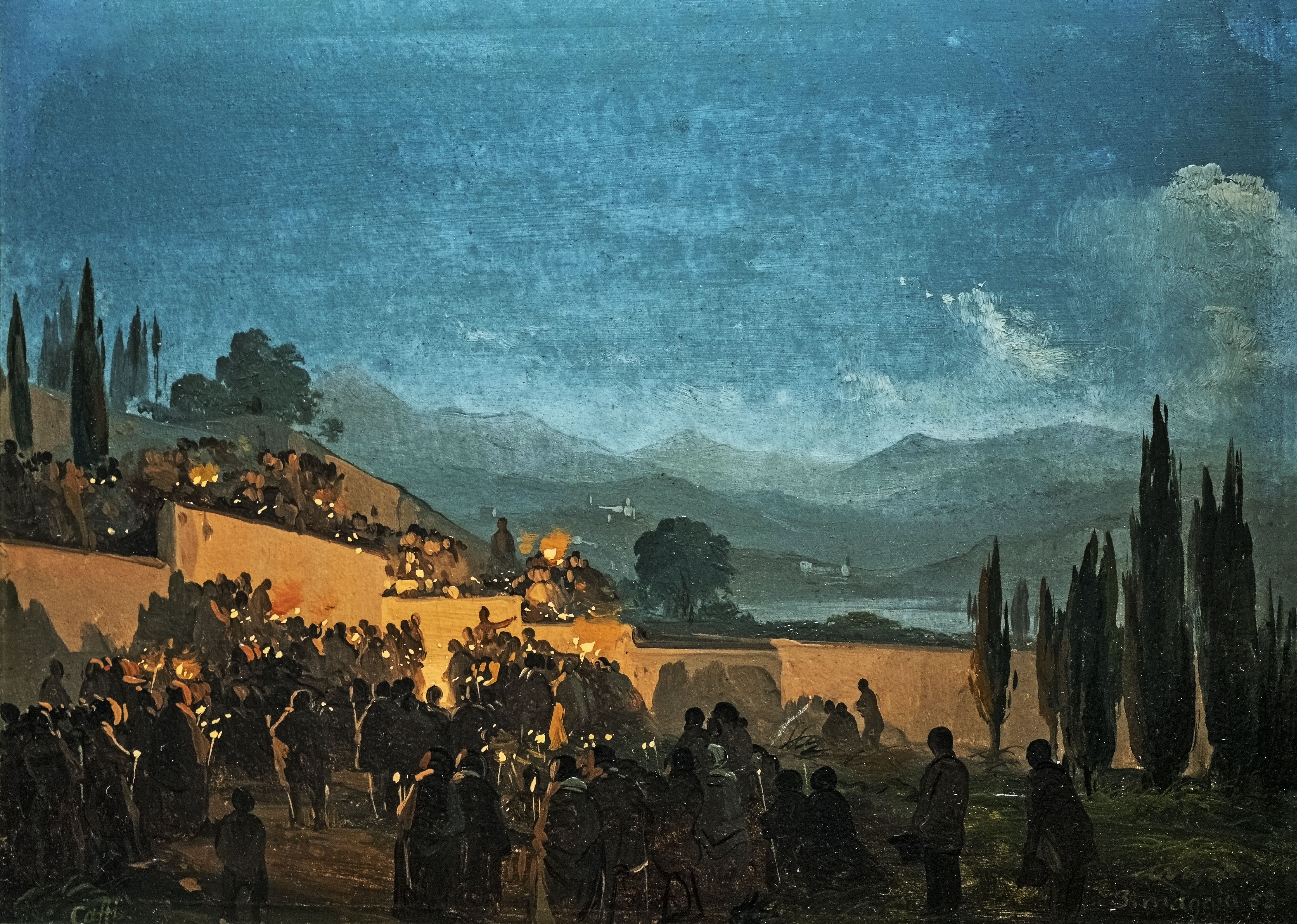
Vue noctune de Nice 1852 Ca' Rezzonico, Venise
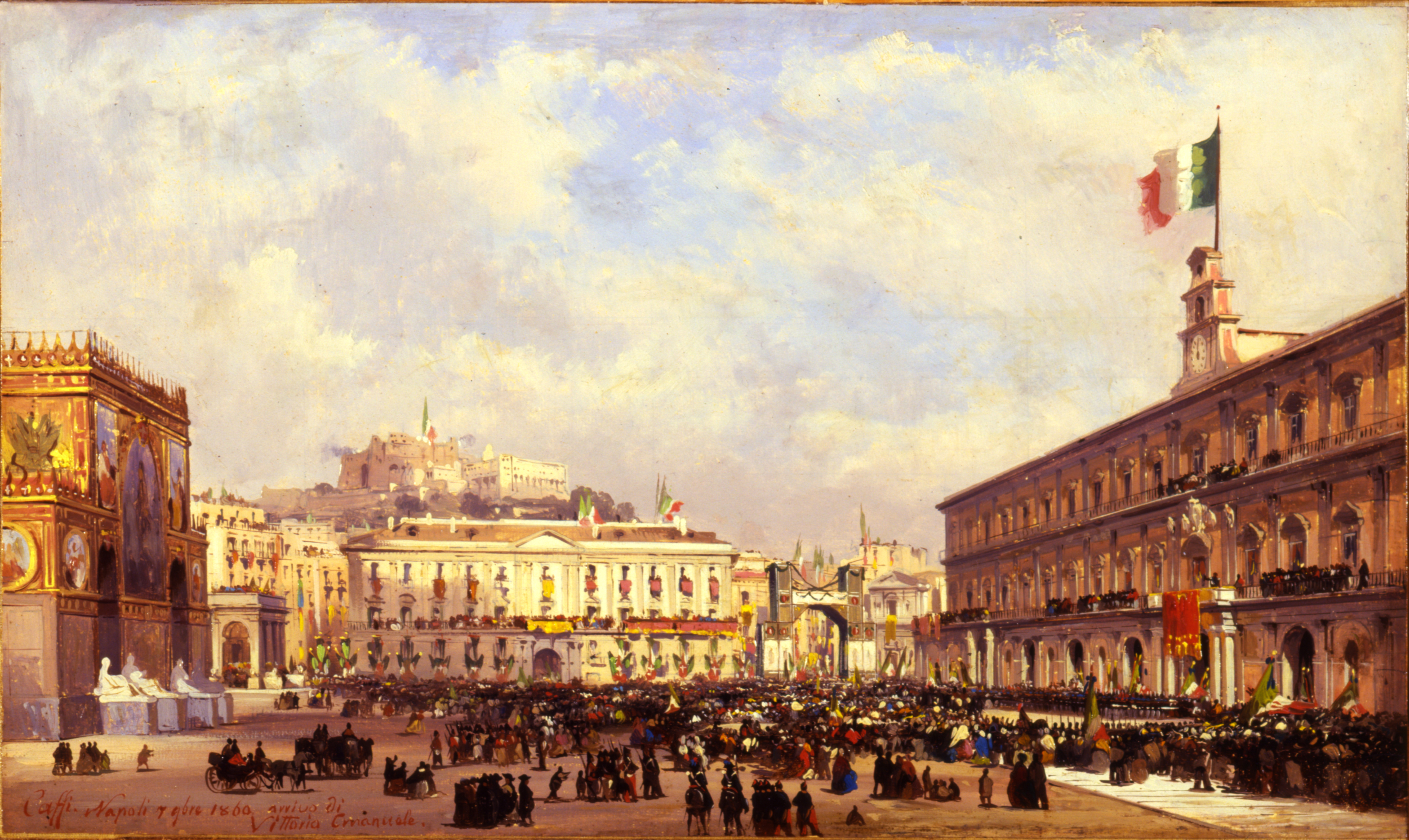
Vittorio Emanuele à Naples 1860
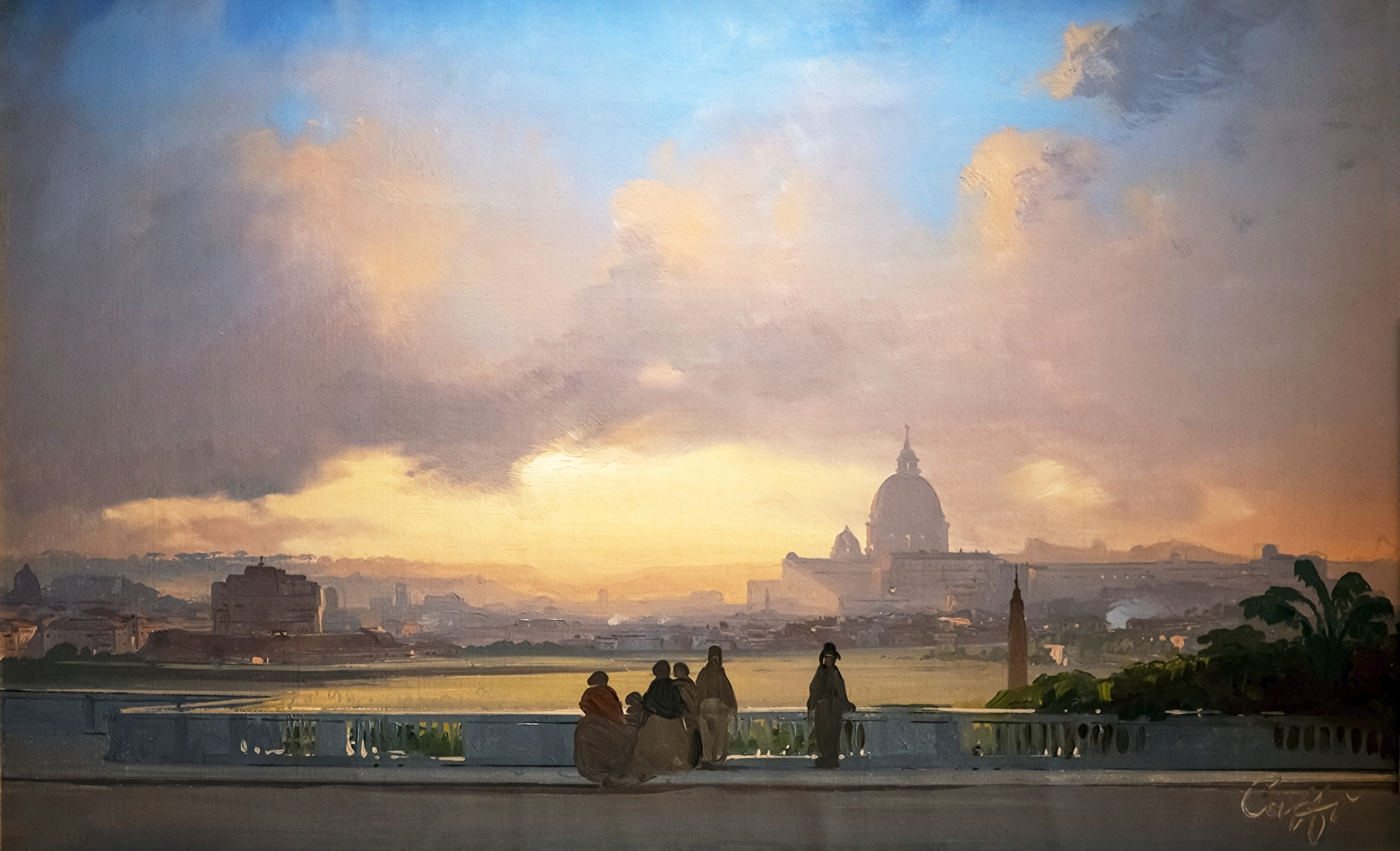
Vue de Rome depuis le Pincio Ca' Rezzonico, Venise